# Srážka trolejbusu a tramvaje v Brně 2019
Srážka trolejbusu a tramvaje se odehrála dne 1. dubna 2019 ve čtvrti Trnitá v Brně. Trolejbus s cestujícími na lince 33 se v ulici Křenové čelně srazil s protijedoucí služební jízdou tramvaje.

## Popis nehody
Trolejbus Škoda 21Tr ev. č. 3029 (rok výroby 2001), obsluhující linku 33 a vezoucí desítky cestujících, jel 1. dubna 2019 ve vyhrazeném jízdním pruhu po tramvajových kolejích ulicí Křenovou směrem do centra, ale přímo v křižovatce ulic Křenové, Masné a Koželužské ve 13.42 hodin, těsně před míjením s protijedoucí tramvají, náhle vybočil a narazil do ní. Tramvaj Tatra KT8D5R.N2 ev. č. 1715 (rok výroby 1990) mířila jako služební jízda ze středu Brna, takže v ní byl pouze řidič.

## Následky a vyšetřování

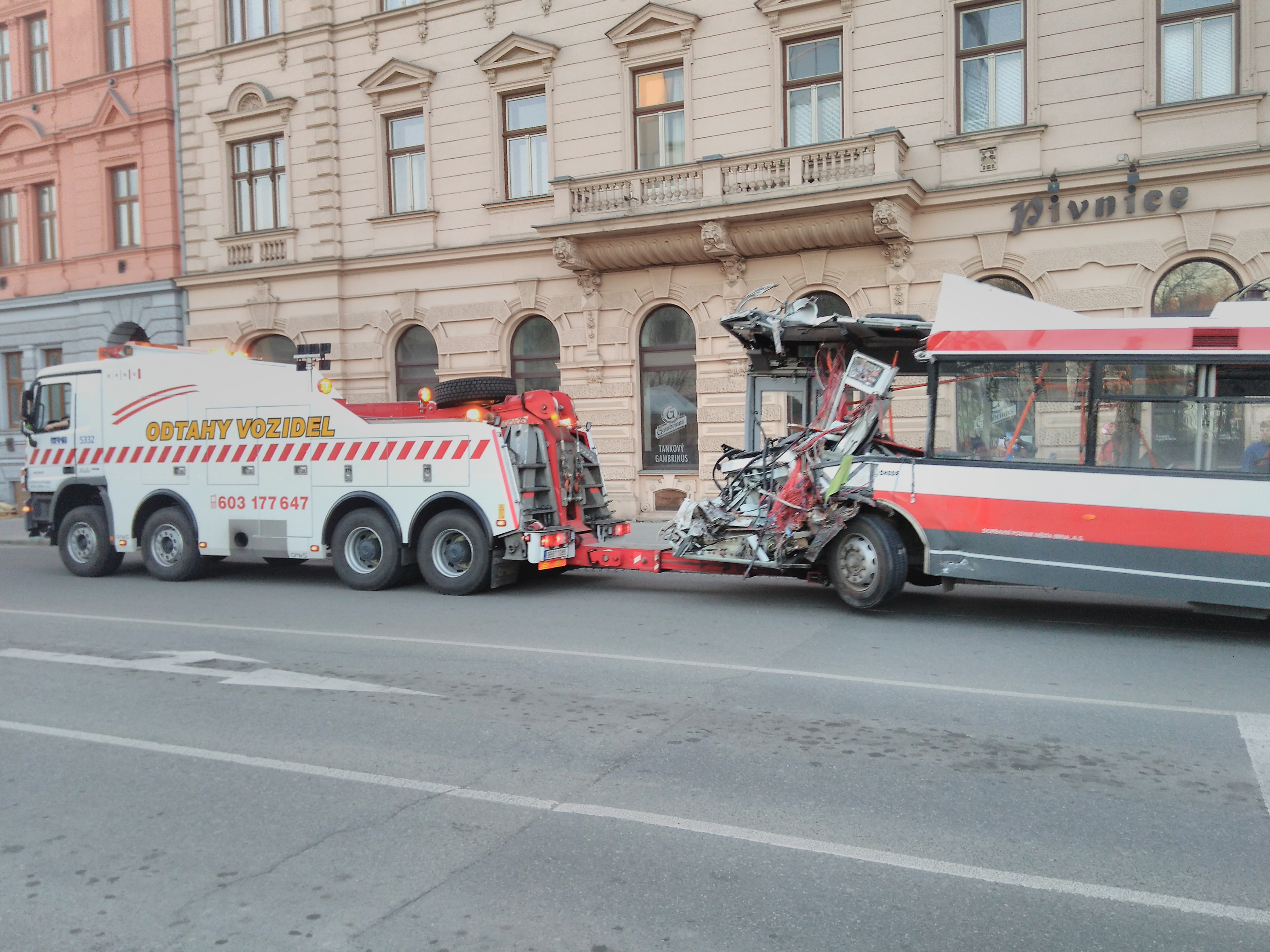
Havarovaný trolejbus Škoda 21Tr odtahovaný z místa nehody

Při nehodě bylo zraněno 40 lidí, z toho 13 osob těžce. Mezi těžce raněnými byli i oba řidiči. Celková škoda na majetku dosáhla 2,05 miliónu korun. Šlo o druhou nejvážnější nehodu trolejbusu v Brně ve druhé dekádě 21. století, po smrtelné nehodě na Lesnické roku 2011.
Policie České republiky (PČR) již 3. dubna 2019 uvedla, že příčinu nehody vyšetřuje, ale že za nejpravděpodobnější považuje technickou závadu na trolejbusu. Podle komentáře Miloše Havránka, generálního ředitele Dopravního podniku města Brna (DPMB), učiněného několik dní po nehodě, mohl být možnou příčinou havárie ustřižený šroub na podvozku.
Havarovaný trolejbus nebylo dle DPMB možné vrátit zpět do provozu. Tramvaj ale nebyla poškozena tak výrazně, takže ji DPMB plánoval opravit. Po nehodě se Drážní úřad a některé české dopravní podniky, včetně toho brněnského, zaměřily na kontrolu provozovaných trolejbusů 21Tr, především podvozkovou část.
Dne 1. dubna 2020 zveřejnila Policie České republiky zprávu, že nehoda byla zapříčiněna technickou závadou, kvůli které se trolejbus stal neovladatelným. Vyšetřování pro podezření z obecného ohrožení z nedbalosti pokračovalo. Dle DPMB se řidič tramvaje vrátil do zaměstnání na podzim 2019, zatímco řidič trolejbusu byl v dubnu 2020 ještě v pracovní neschopnosti. Trolejbus byl odstaven pro možný další průběh vyšetřování. Tramvaj byla za dva miliony korun opravena a v červenci 2020 ji DPMB vrátil do běžného provozu. V květnu 2021 byl trolejbus sešrotován.
Dne 3. srpna 2021 oznámila PČR, že případ odložila, neboť podle jejího vyšetřování nedošlo ke spáchání trestného činu, i když zjistila dílčí pochybení více osob, která však nebyla trestně stíhatelná. Podle veřejné závěrečné zprávy o mimořádné události, kterou téhož dne zveřejnila Drážní inspekce, bylo příčinou nehody odlomení části závrtného šroubu v uchycení spodního ramene pravého předního kola k rámu trolejbusu, což bylo zapříčiněno použitím závrtných šroubů, které neodpovídaly svými parametry výrobní dokumentaci a měly výrobní vadu. DPMB podle zprávy Drážní inspekce evidoval tři další obdobné případy problémů se závrtnými šrouby v ramenech náprav trolejbusů 21Tr: dvě události z října 2017 a března 2019 byly vyhodnoceny jako technické závady, nehoda trolejbusu z února 2019 na meziměstské trati do Šlapanic se obešla bez zranění.